# Croton gardneri
Pour Croton gardneri var. lanceolatus, Müll.Arg., 1865, voir Croton subcomosus.
Espèce
 Croton gardneri est une espèce de plantes à fleurs du genre Croton et de la famille des Euphorbiaceae, présente au Brésil (Ceará, Bahia).
Il a pour synonyme :
- Croton gardneri var cordatus, Müll.Arg., 1865
- Oxydectes gardneri, (Müll.Arg.) Kuntze